# Musée de la Première Armée française de Cortil-Noirmont
Le musée français - 1re Armée française, Manœuvre Dyle est un musée militaire consacré à la Première armée française sis sur le territoire du village de Cortil-Noirmont,  commune du Brabant wallon en Belgique. Sur le plan juridique, le musée jouit du statut d'Association sans but lucratif tel que défini par le droit belge.

## Contexte historique
En mai 1940, la 1re armée, commandée par le général Blanchard, est subordonnée au groupe d'armées no 1 du général Billotte.

## Collections
Sis dans l'ancienne école communale qui servit à l'époque d'état-major, le musée présente des armements et équipements des armées française et allemande en 1940 - en particulier des restes d'équipement personnel de deux soldats marocains, morts au combat, retrouvés en 1987 et 1989, un  historique complet des manœuvres de la Dyle avec cartes détaillées et de nombreuses photos d'archives françaises et allemandes.